# FK Aksakowo
FK Aksakowo – bułgarski klub piłkarski z siedzibą w Aksakowie. Swoje mecze rozgrywa na stadionie Aksakowo.